# Wola Okrzejska
Wola Okrzejska (prononciation : [ˈvɔla ɔˈkʂɛi̯ska]) est un village polonais de la gmina de Krzywda dans le powiat de Łuków de la voïvodie de Lublin dans l'est de la Pologne.
Il se situe à environ 8 kilomètres au sud-ouest de Krzywda (siège de la gmina), 26 kilomètres au sud-ouest de Łuków (siège du powiat) et 64 kilomètres au nord-ouest de Lublin (capitale de la voïvodie).
Le village comptait approximativement une population de 927 habitants en 2009.

## Histoire
De 1975 à 1998, le village est attaché administrativement à l'ancienne voïvodie de Siedlce.

Depuis 1999, il fait partie de la nouvelle voïvodie de Lublin.

## Personnalités liées au village
- Henryk Sienkiewicz, un journaliste polonais et Prix Nobel de littérature, est né dans ce village.
- Lewis Bernstein Namier, un historien anglais est né dans ce village.

## Musée Henryk Sienkiewicz

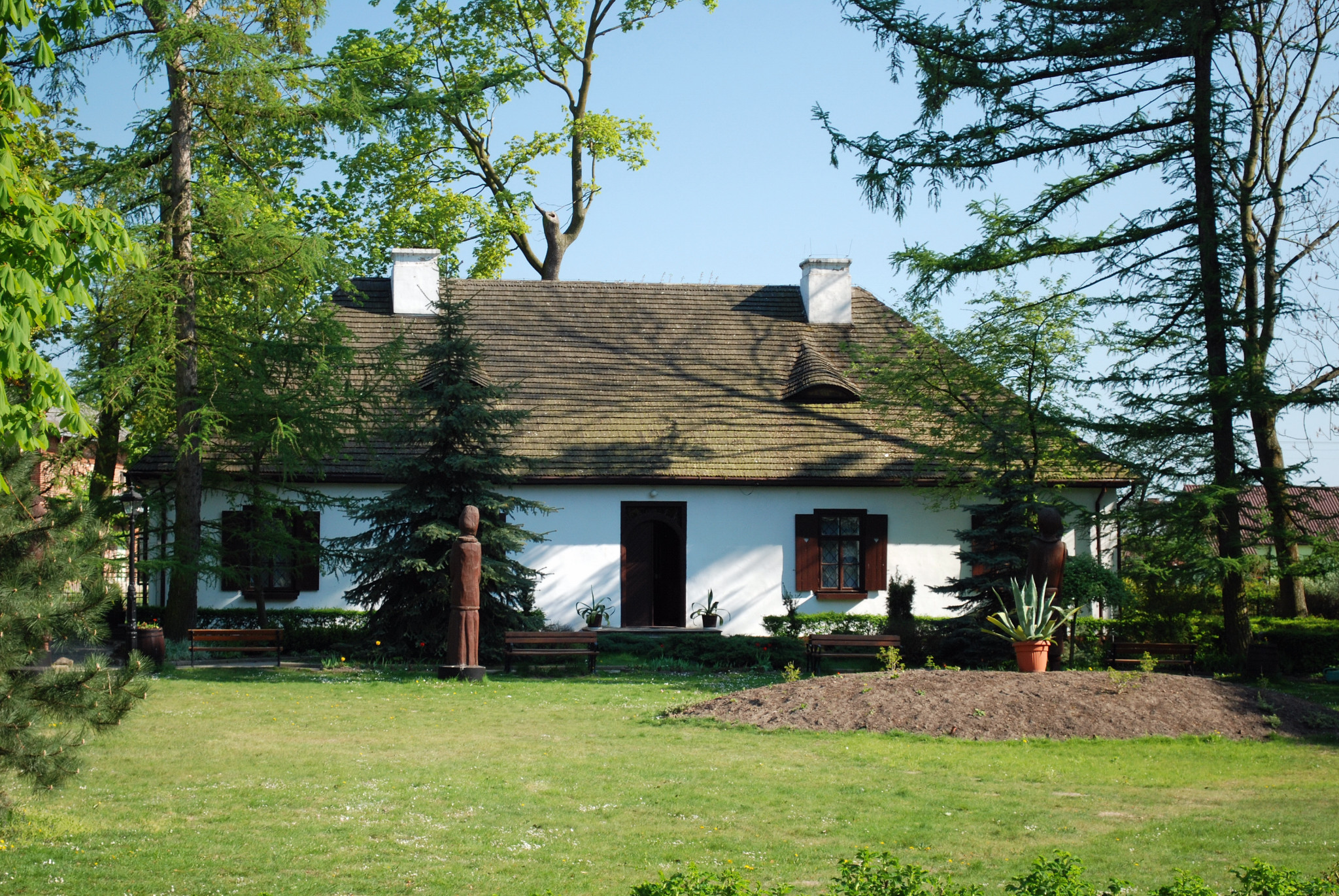
Musée Henryk Sienkiewicz

Le musée Henryk Sienkiewicz est situé dans le village.